# Andrzej Czuma
Andrzej Bobola Czuma, né le 7 décembre 1938 à Lublin, est un homme d'État polonais membre de la Plate-forme civique (PO). Il est ministre de la Justice entre janvier 2009 et octobre 2009.

## Biographie

### Jeunesse et premiers engagements
Diplômé de la faculté de droit de l'université de Varsovie en 1963, il participe deux ans plus tard à la fondation de l'organisation indépendante anti-communiste Mouvement (en polonais : Ruch).
En juin 1970, il est condamné à sept ans de prison et emprisonné par le régime communiste pour « tentative de renversement du système socialiste ». Une fois sa détention achevée, il fait partie des créateurs du Mouvement pour la défense des droits de l'homme et du citoyen (ROPCiO), dont il devient le porte-parole et le rédacteur du journal Opinia.

### Un opposant farouche en exil
Le 11 novembre 1979, il organise la célébration du Jour de l'Indépendance sur la tombe du soldat inconnu, à Varsovie. En conséquence, il est interpellé puis condamné à trois mois d'emprisonnement en mars 1980. À peine sorti, il intègre le syndicat libre Solidarność, pour lequel il travaille en Silésie, et devient rédacteur en chef du journal Wiadomości Katowickich.
Pour ses activités, il est détenu entre le 12 juin 1981 et le 23 juin 1982 dans un camp d'internement mis en place par le régime autoritaire du général Wojciech Jaruzelski. Il finit par s'exiler et rejoint donc Chicago en 1986. Initialement peintre en bâtiment, il devient journaliste en 1988.

### Retour en Pologne
En 1997, il participe au groupe qui entreprend la construction du monument commémorant le massacre de Katyń. Membre du parti libéral pro-européen Plate-forme civique (PO), il est candidat aux élections législatives du 25 septembre 2005 dans la circonscription de Varsovie-I.
Il engrange 2 858 votes préférentiels, ce qui est insuffisant pour obtenir l'un des huit sièges remportés par la PO. Le 26 novembre 2006, la députée Hanna Gronkiewicz-Waltz démissionne de la Diète pour occuper la charge de maire de Varsovie. Premier non-élu, Czuma intègre la chambre basse et prête serment le 12 décembre.

### Ministre de la Justice
Lors des élections législatives anticipées du 21 octobre 2007, il est réélu avec un total de 4 344 suffrages de préférence. Il est porté le 7 février 2008 à la présidence de la commission d'enquête parlementaire sur la corruption dans les forces de sécurité, les services secrets et le bureau central anti-corruption.
Le 23 janvier 2009, Andrzej Czuma est nommé ministre de la Justice dans le premier gouvernement de coalition du libéral Donald Tusk. Il est contraint de démissionner le 13 octobre, à la suite d'un scandale de trafic d'influences concernant la légalisation des jeux de hasard.
Il achève son mandat parlementaire mais ne se représente pas aux élections de 2011. Entre 2012 et 2013, il est conseiller du ministre de la Justice Jarosław Gowin.